# Ministerio de Producción y Trabajo
El Ministerio de Producción y Trabajo de Argentina fue una cartera de la Administración Pública Nacional con competencias en desarrollo productivo, industria, comercio, agricultura, ganadería, pesca, trabajo y empleo. Fue creado en 2018 y disuelto en 2019.

## Historia
En el marco de una reorganización del gabinete, el 5 de septiembre de 2018, el presidente Mauricio Macri disolvió el Ministerio de Agroindustria y el Ministerio de Trabajo, Empleo y Seguridad Social. En su lugar, creó el «Ministerio de Producción y Trabajo», sobre la base del Ministerio de Producción. El mismo se constituyó con las Secretarías de Trabajo y Empleo y de Agroindustria.

El MINISTERIO DE PRODUCCIÓN Y TRABAJO es continuador a todos sus efectos del MINISTERIO DE TRABAJO, EMPLEO Y SEGURIDAD SOCIAL, con excepción de las competencias relativas a la seguridad social, y del MINISTERIO DE AGROINDUSTRIA, debiendo considerarse modificada por tal denominación cada vez que se hace referencia a las carteras ministeriales citadas en segundo y tercer término.
Artículo 14. Decreto 801/2018.

Fue designado titular de la cartera Dante Enrique Sica.
Esta cartera fue disuelta el 10 de diciembre de 2019, con la modificación implementada por el presidente Alberto Fernández, que restableció los Ministerios de Agricultura, Ganadería y Pesca; Trabajo, Empleo y Seguridad Social; y Desarrollo Social.

## Competencias
Competencias de la cartera:

Compete al MINISTERIO DE PRODUCCIÓN Y TRABAJO asistir al Presidente de la Nación y al Jefe de Gabinete de Ministros, en orden a sus competencias, en todo lo inherente al desarrollo productivo, a la industria y el comercio, a la agricultura, la ganadería y la pesca; en la elaboración, propuesta y ejecución de la política nacional en materia de minería, a las relaciones y condiciones individuales y colectivas de trabajo, al régimen legal de las negociaciones colectivas y de las asociaciones profesionales de trabajadores y empleadores, al empleo y la capacitación laboral
Artículo 20 bis. Decreto 801/2018.

## Titular
| Ministro   | Partido | Partido               | Periodo                                         | Presidente     |
| ---------- | ------- | --------------------- | ----------------------------------------------- | -------------- |
| Dante Sica |         | Propuesta Republicana | 6 de septiembre de 2018-10 de diciembre de 2019 | Mauricio Macri |